# مسجد الجمعة (المدينة القديمة)
مسجد الجمعة في المدينة القديمة (بالأذرية: İçərişəhər Cümə məscidi) - هو مسجد واقع في المدينة القديمة و نصب تذكاري وطني.

## تاريخه
تم بناء مسجد الجمعة الواقع في المدينة القديمة (قلعة باكو) مكان معبد عبدة النار القديم و تم إنشاء المجد الجديد في مكان المبعد على حساب الإنسان المحسن - الحاج شيخ علي داداشوف في اواخر القرن التاسع عشر و أوائل القرن العشرين.
و بعد إنجاز أعمال التعمير الأساسي و إعادة البناء في مسجد الجمعة الذي هو من الآثار المعمارية التاريخية القديمة في أذربيجان, ثم وضعه تحت تصرف المتدينين.
كتب على قبرية حول إنشاء المبنى الذي نقش على جدرانها المسجد:
«أمر أمير شريف الدين محمود عن التجديد هذا المبنى في شهر رجاب، عام 709.»
تم تفجير المسجد في عام 1899, و تم إنشاء جديده من قبل محسن و ميليونير باكو هاجي شيخالي داداشوف.
تعامل المتحف في عهد السوفياتية كمتحف السجاد.
مسجد الجمعة الذي أعاد نشاطه منذ التسعينات تم إصلاحه وترميمه كمسجد بشكل أساسي على حساب ميزانية الدولة لجمهورية أذربيجان في عام 2008.
كتبوا الرسامين على جدرانه المسجد السور من القرآن الكريم و الأسماء خمسة أعضاء أهل البيت المقدس في الإسلام.

## رواق

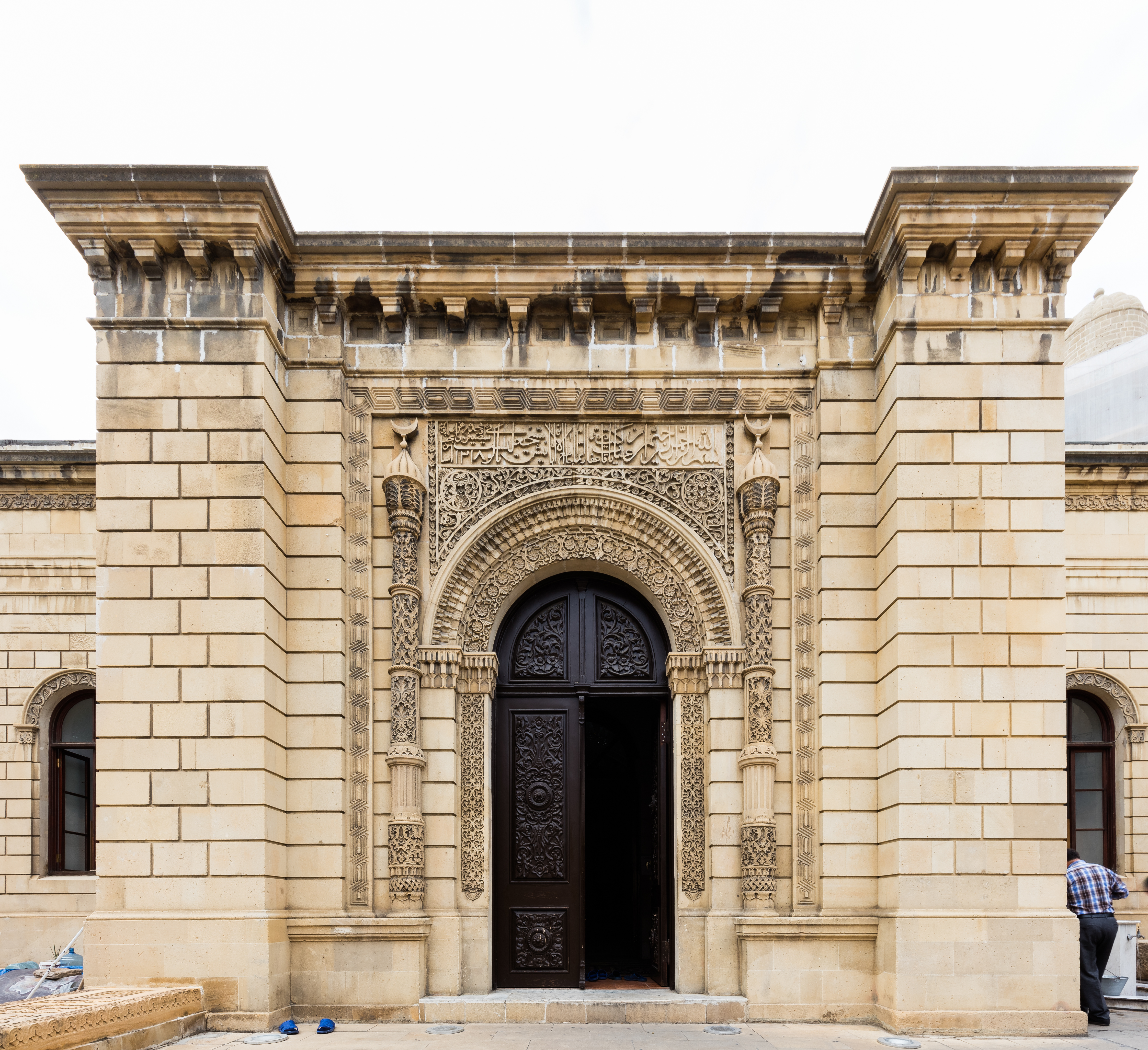
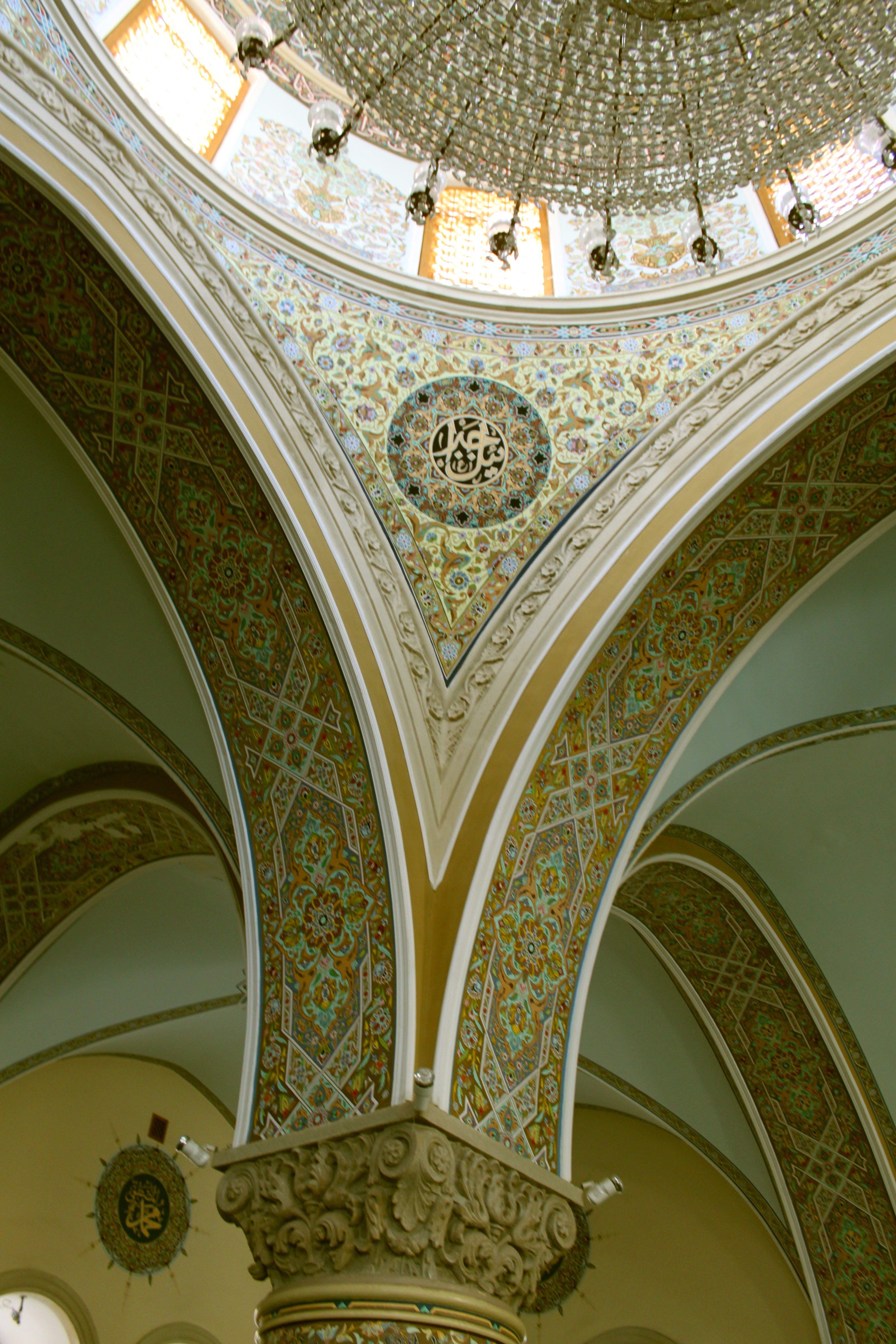
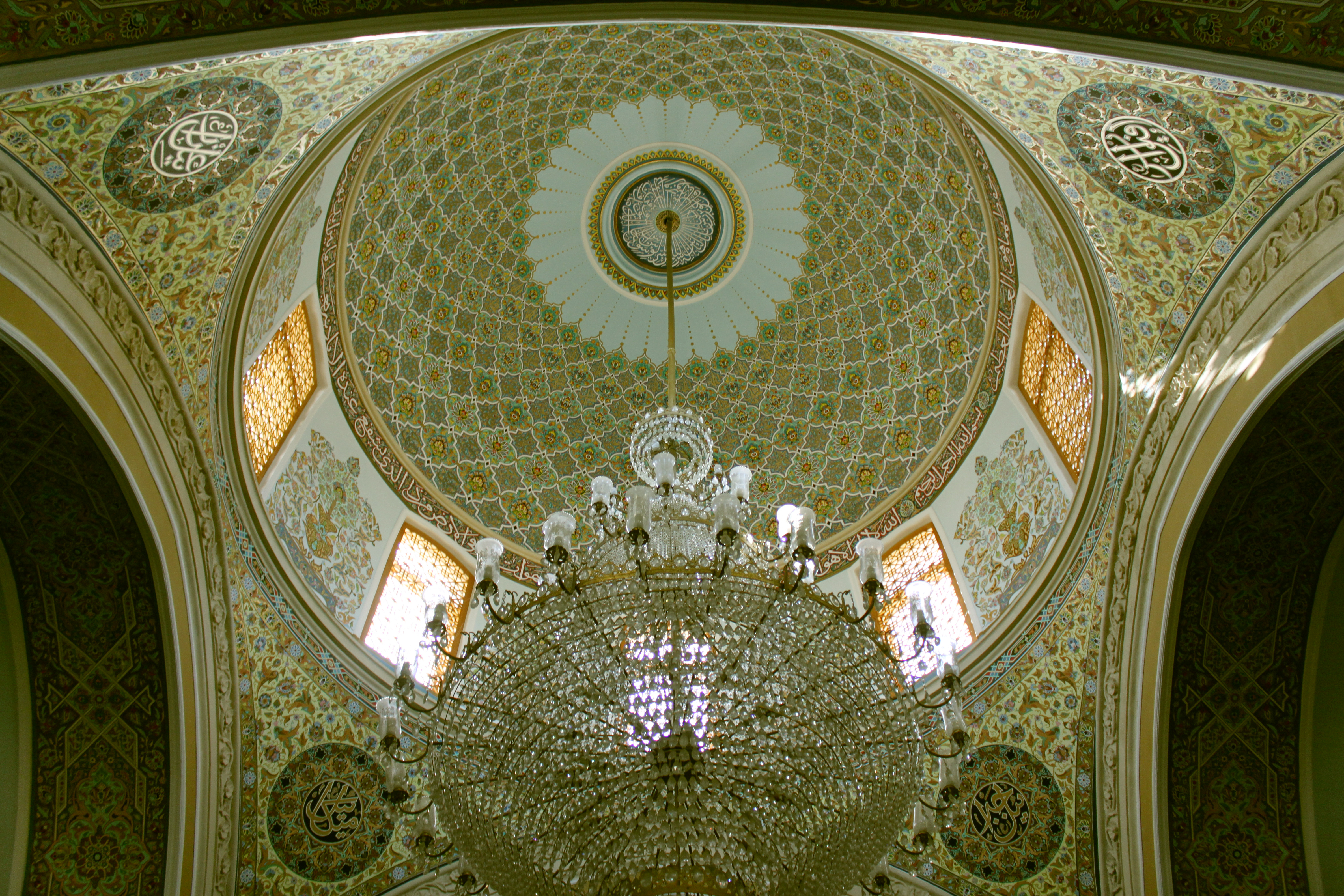
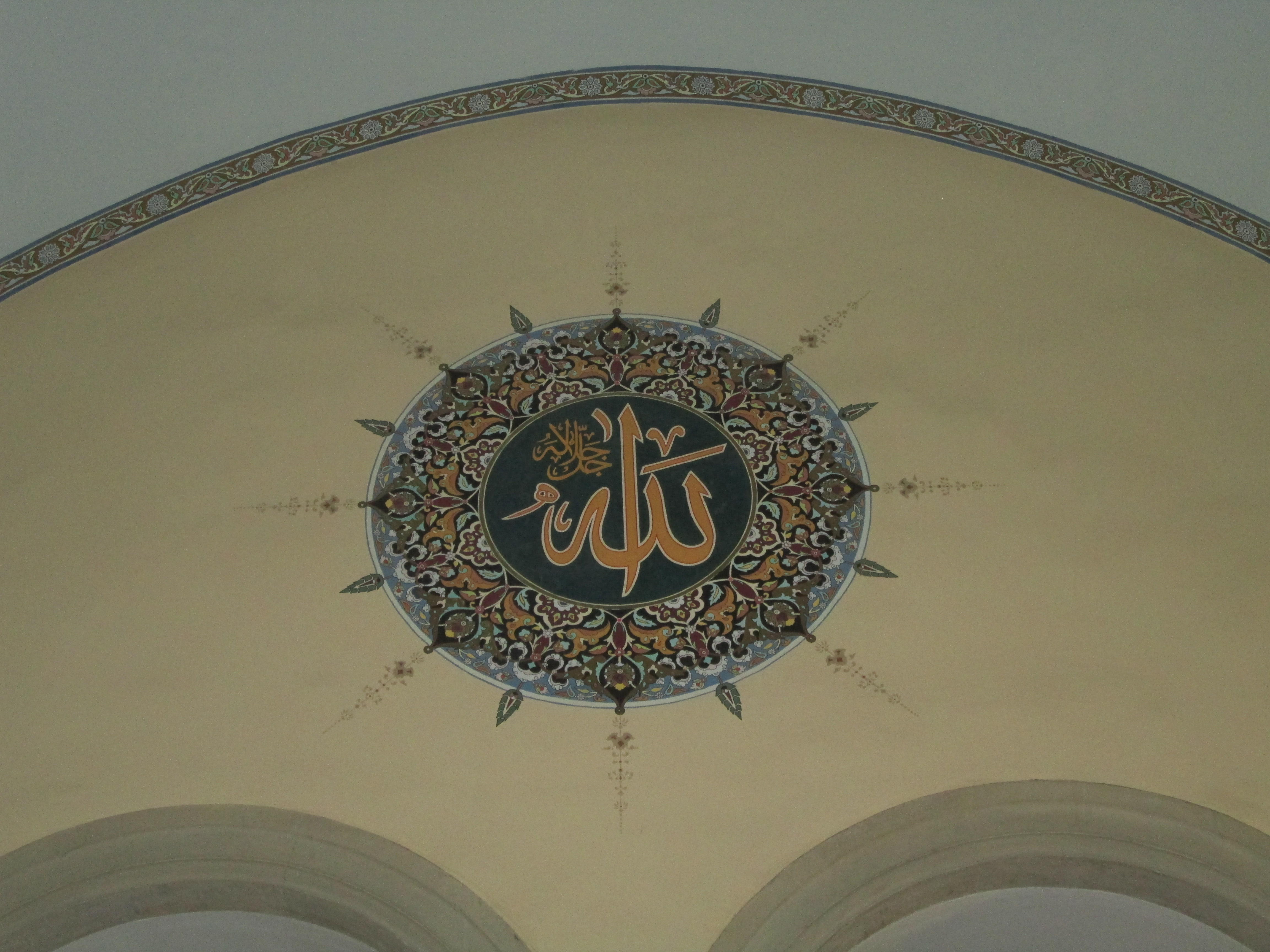
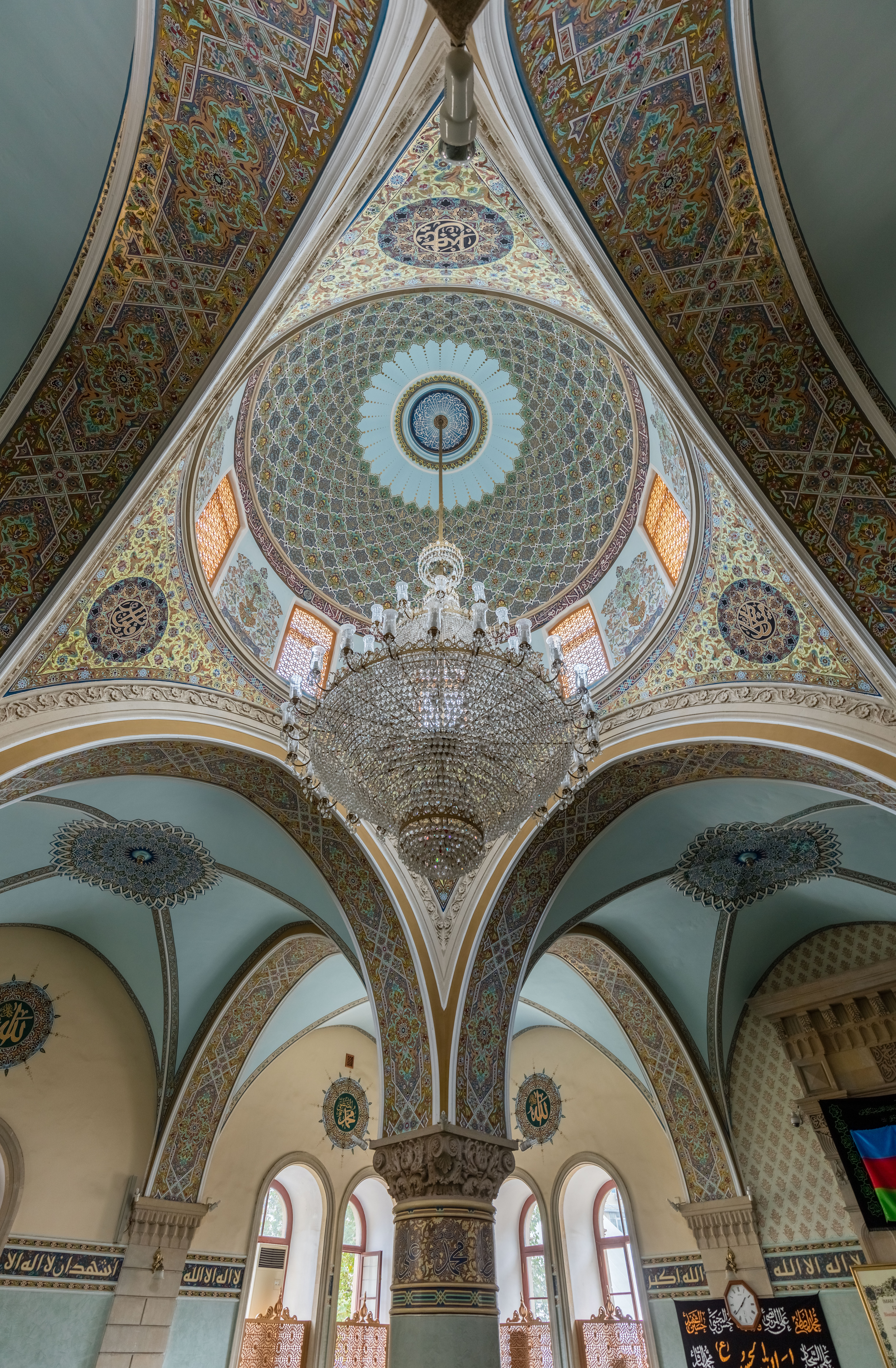
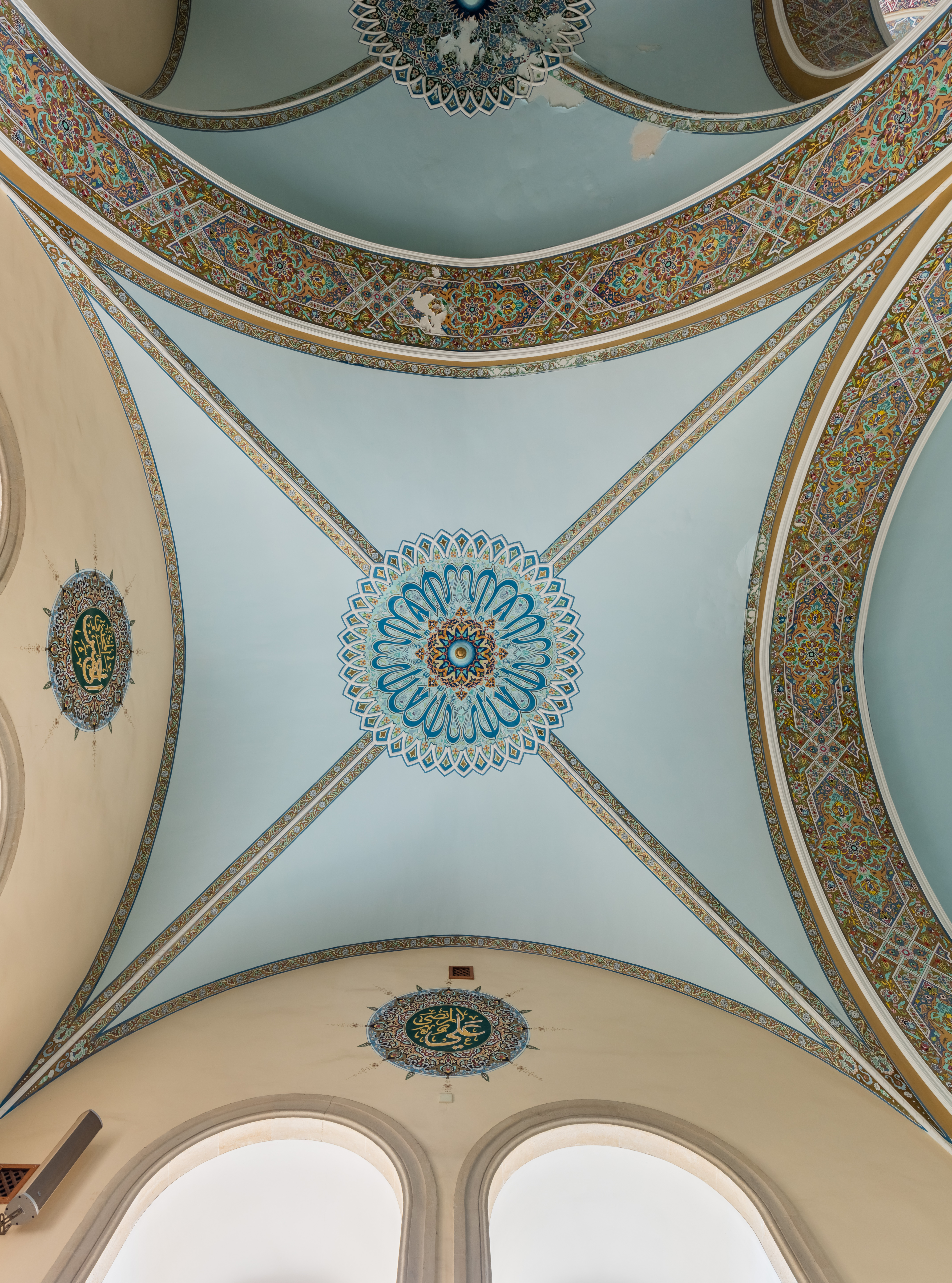
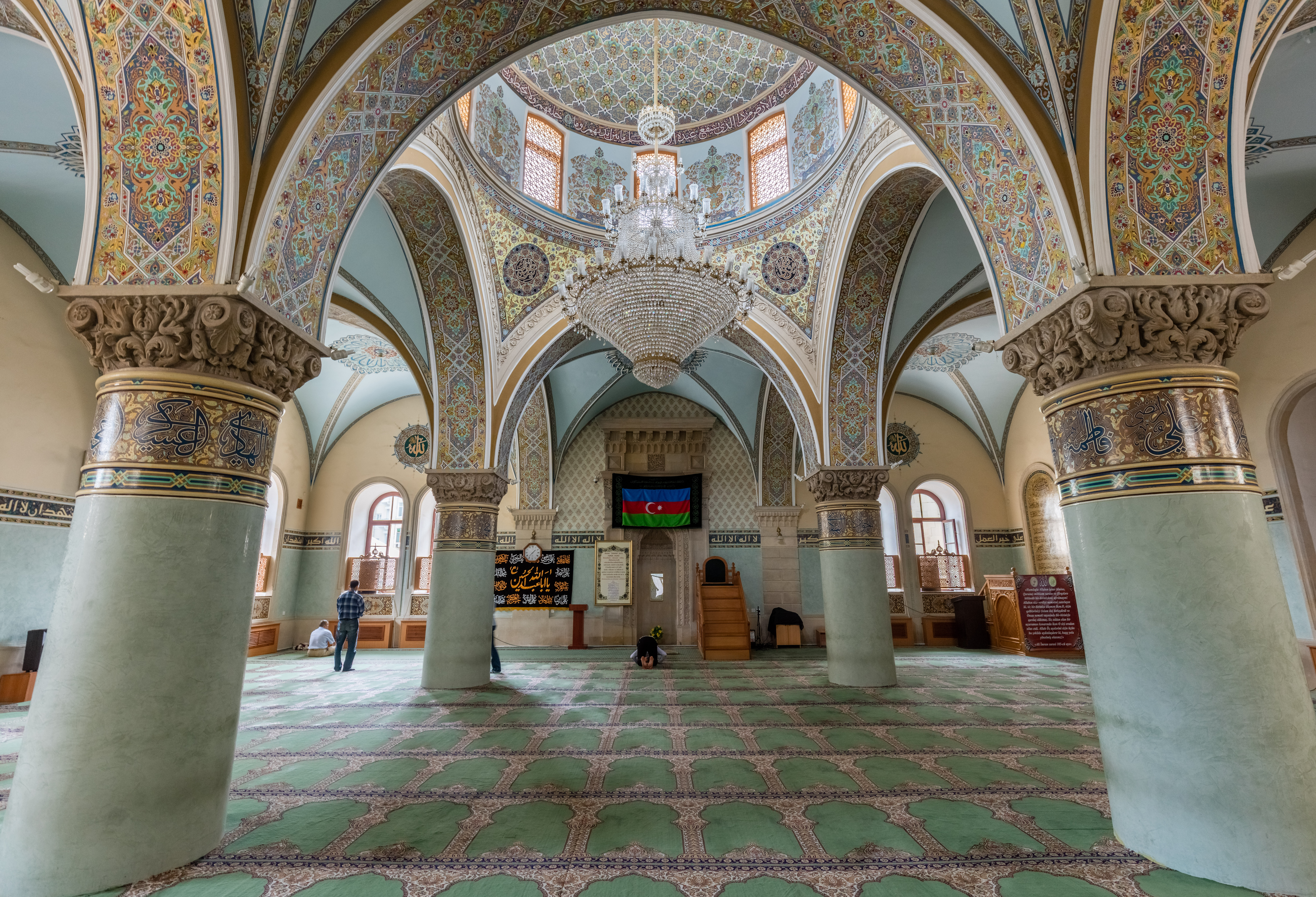
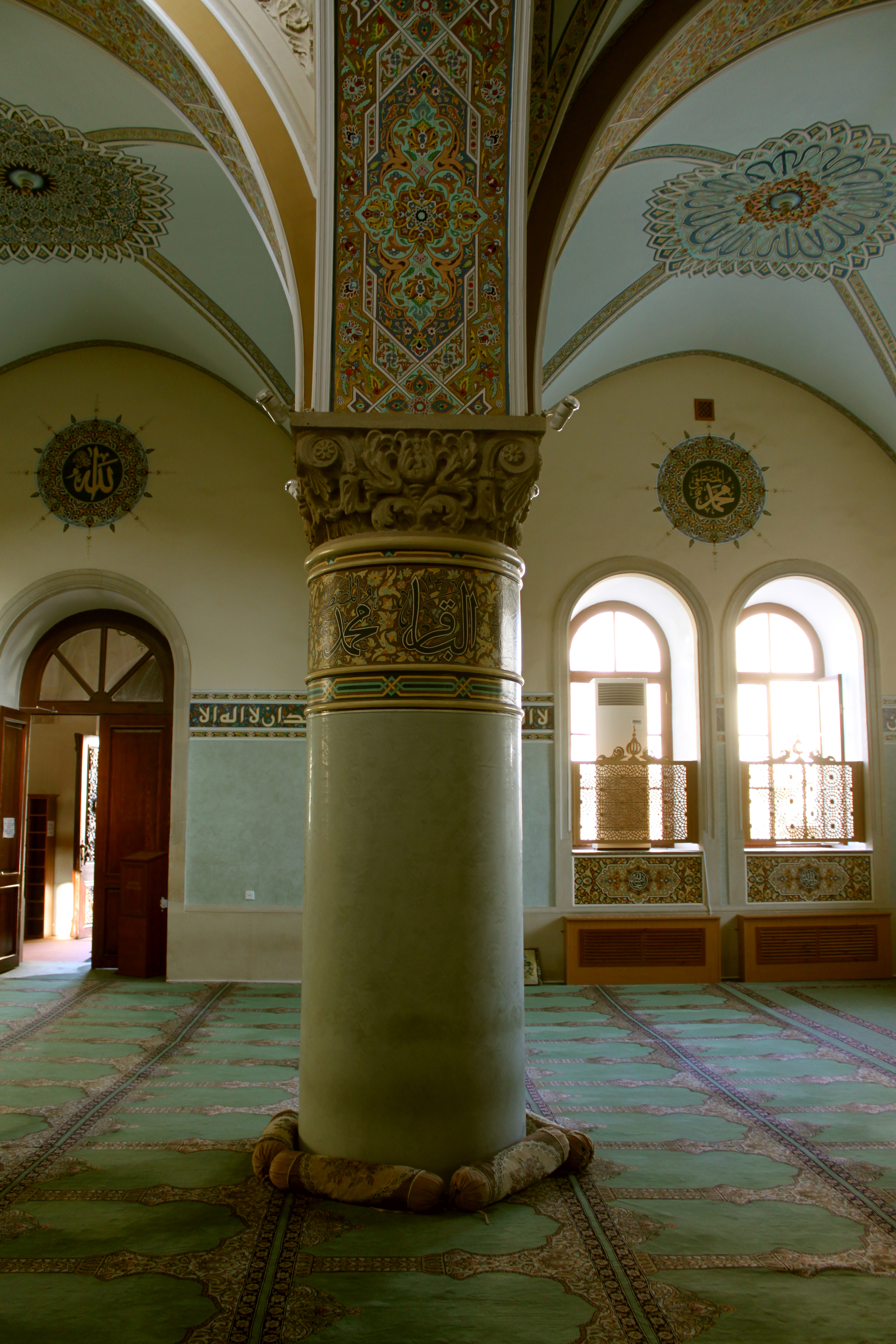
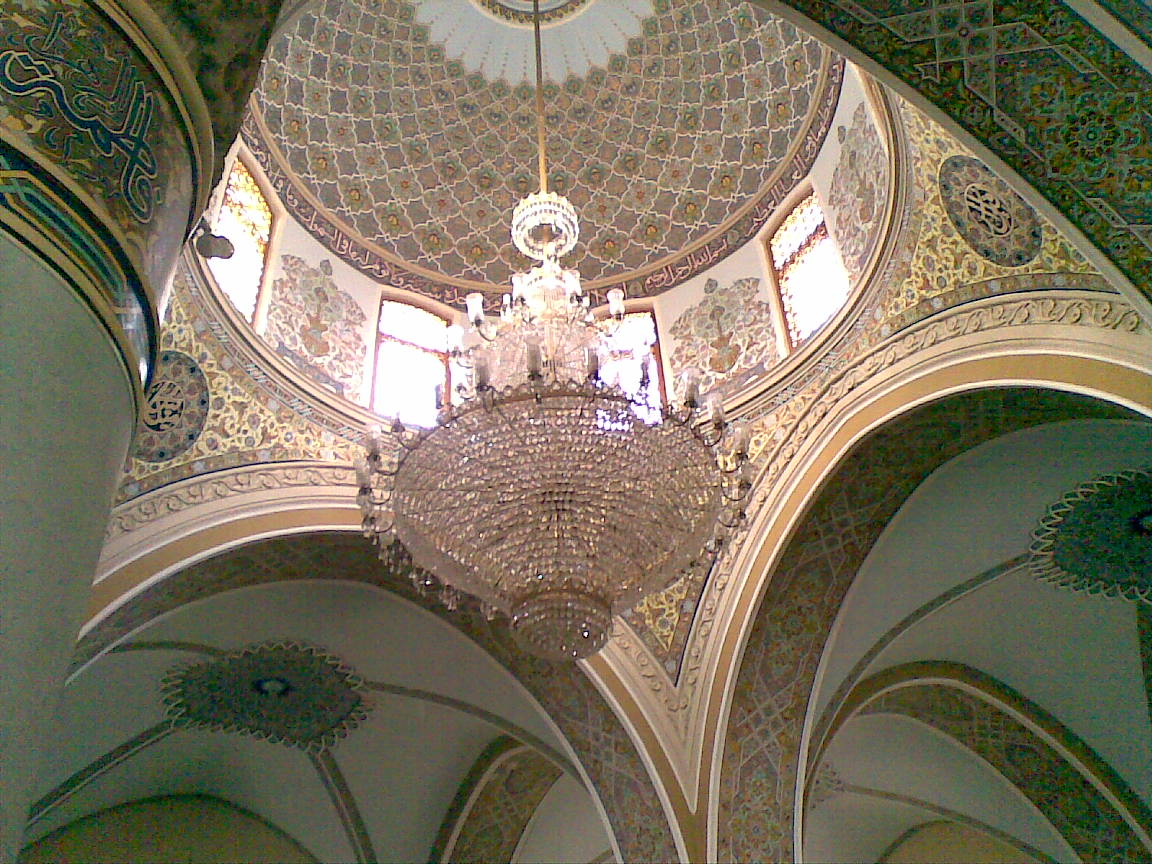
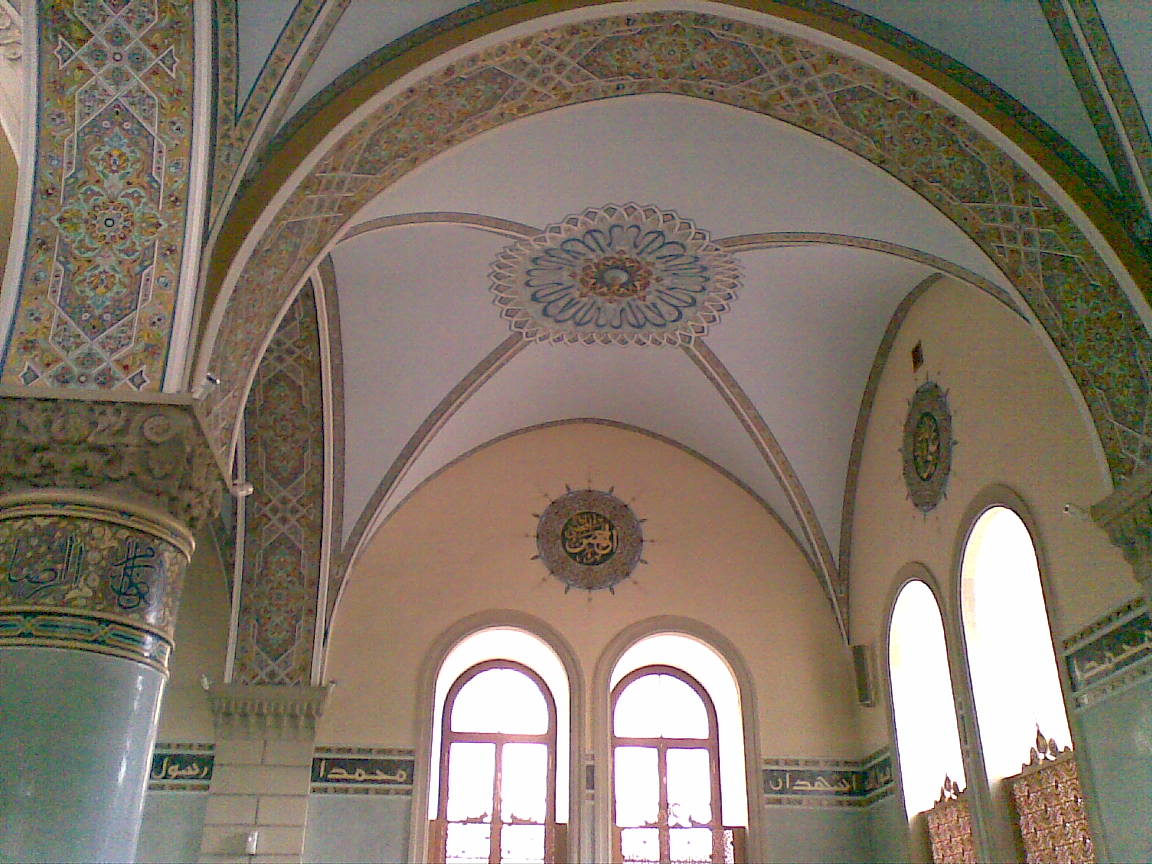